# Raimundo García
Raimundo García (27 de maio de 1936 - 13 de outubro de 2020) foi um mestre argentino de xadrez.

## Carreira
No início de sua carreira, ele ficou em 7º no Torneio de Santa Fe de 1956 (Miguel Najdorf ganhou). Em seguida, empatou 10o-11o no Campeonato Argentino de Xadrez (Hermann Pilnik venceu) em 1958, empatou em 6º-7º em Quilmes 1959 (Alberto Foguelman venceu), e empatou em 3º-5º em Buenos Aires 1961 (Héctor Rossetto venceu).
García venceu em Mar del Plata 1962 (Torneo Latino-americano), e foi Campeão da Argentina em 1963.Em 1963 ganhou um jogo contra Samuel Schweber (3:2) em Buenos Aires, empatando em 7º-9º em Fortaleza 1963 (zonal, Rossetto venceu), e ficou em 10º em Buenos Aires 1964 (Paul Keres venceu).
Ele empatou em 5º-6º em Buenos Aires / Rio Hondo 1966 (zonal, Henrique Mecking ganhou), empatou em 3º-4º em Mar del Plata 1969 (zonal, Najdorf e Oscar Panno ganharam) e perdeu um jogo (play-off) para Mecking (0.5: 2.5) em São Paulo 1969, ficou em 14º em Buenos Buenos Aires 1970 (Robert James Fischer ganhou), e empatou em 4º-3º em Mar Del Plata 1976 (Raúl Sanguinetti e Victor Brond ganharam).
García jogou pela Argentina em Olimpíadas de xadrez:
- Em 1964, no segundo tabuleiro da 16ª Olimpíada de Xadrez em Tel Aviv (+7 -5 =6);
- Em 1966, no primeiro quadro de reserva na 17ª Olimpíada de xadrez em Havana (+4 -2 = 2);
- Em 1968, no segundo quadro de reserva na 18ª Olimpíada de Xadrez em Lugano (+2 -2 =3);
- Em 1972, em segundo tabuleiro na 20ª Olimpíada de Xadrez em Skopje (+5 -7 =9).[4]

Ele recebeu o título de IM em 1964.